# 루시 브론즈
루시아 로버타 터프 브론즈(영어: Lucia Roberta Tough Bronze, 1991년 10월 28일 ~ )는 루시 브론즈(영어: Lucy Bronze)라는 이름으로 알려져 있는 잉글랜드의 여자 축구 선수로 포지션은 수비수이다. 현재는 프랑스 디비지옹 1 페미닌의 올랭피크 리옹에서 활동하고 있다.

## 클럽 경력
루시 브론즈는 선덜랜드 U-12 아카데미에서 선수 생활을 시작했으며 선덜랜드 U-16 아카데미에서는 주장을 역임하기도 했다. 루시 브론즈는 16세 시절이던 2007년에 선덜랜드 성인 팀으로 승격되었고 2007-08 시즌에서는 선덜랜드가 FA 여자 프리미어리그 북부 디비전에서 3위를 차지하는 데에 기여했다. 2008-09 시즌에서는 선덜랜드의 북부 디비전 우승과 내셔널 디비전 승격에 기여했고 2009년 FA 여자컵에서는 선덜랜드의 준우승에 기여했다.
루시 브론즈는 2009년 여름에 미국 노스캐롤라이나 대학교 채플힐로 유학을 떠나면서 앤스 도런스 감독으로부터 장학금을 받았다. 루시 브론즈는 노스캐롤라이나 타 힐스 산하 여자 축구단에서 활동하던 동안에 24경기에 출전하여 3골을 기록했고 영국 출신 여자 축구 선수로는 최초로 전미 대학 체육 협회(NCAA) 디비전 I 여자 축구 선수권 대회 우승을 경험했다.
루시 브론즈는 2009년 12월에 잉글랜드 FA 여자 프리미어리그 내셔널 디비전에 참가하고 있던 선덜랜드로 복귀했고 2010년 9월에 에버턴으로 이적했다. 루시 브론즈는 2012년 11월에 에버턴의 라이벌 팀인 리버풀로 이적했다. 2013 시즌, 2014 시즌에서는 리버풀의 FA 여자 슈퍼리그 우승을 경험했고 2014년에는 잉글랜드 프로 축구 선수 연맹(PFA)이 선정한 올해의 여자 축구 선수상을 수상하는 영예를 안았다.
루시 브론즈는 2014년 11월에 맨체스터 시티로 이적했고 2015년에는 잉글랜드 축구 협회가 선정한 올해의 여자 축구 선수상을 수상하는 영예를 안았다. 2015 FA 여자 슈퍼리그 시즌에서는 맨체스터 시티가 2위를 기록하면서 사상 처음으로 UEFA 여자 챔피언스리그 본선 진출 자격을 획득하는 데에 기여했다. 2016 FA 여자 슈퍼리그 시즌에서는 맨체스터 시티가 13승 3무 무패라는 기록을 수립하면서 우승을 차지하는 데에 기여했다.
루시 브론즈는 2016년 10월 2일에 열린 버밍엄 시티와의 2016 FA WSL컵 결승전 경기에서 연장전 전반 14분에 나온 결승골을 기록했는데 맨체스터 시티는 버밍엄 시티에 1-0으로 승리하면서 FA WSL컵 우승을 차지하게 된다. 루시 브론즈는 2016년 11월에 FA 여자 슈퍼리그 1 시즌 올해의 선수로 선정되었고 2016-17 UEFA 여자 챔피언스리그 시즌에서는 맨체스터 시티의 준결승전 진출에 기여했다. 2017 시즌에서는 맨체스터 시티의 FA 여자컵 우승에 기여했다. 2017년 4월에는 잉글랜드 프로 축구 선수 연맹이 선정한 올해의 여자 축구 선수상을 2번째로 수상했고 FA 여자 슈퍼리그 올해의 팀에 이름을 올리는 영예를 안았다.
루시 브론즈는 2017년 8월에 프랑스 디비지옹 1 페미닌 소속 여자 축구 클럽인 올랭피크 리옹과 3년 계약을 체결했다. 루시 브론즈는 2017-18 UEFA 여자 챔피언스리그 시즌에서 8경기에 출전하여 2골을 기록했고 VfL 볼프스부르크와의 결승전 경기에서도 인상적인 활약을 기록하면서 올랭피크 리옹의 UEFA 여자 챔피언스리그 우승에 기여했다.
루시 브론즈는 2017-18 디비지옹 1 페미닌 시즌에서 19경기에 출전하여 2골을 기록하면서 올랭피크 리옹의 디비지옹 1 페미닌 우승에 기여했고 디비지옹 1 페미닌 올해의 팀에 이름을 올리는 영예를 안았다. 2017-18 쿠프 드 프랑스 페미닌 시즌에서는 올랭피크 리옹의 결승전 진출에 기여했지만 올랭피크 리옹은 파리 생제르맹에 패배하고 만다. 2018-19 시즌에서는 올랭피크 리옹의 디비지옹 1 페미닌 우승, 쿠프 드 프랑스 페미닌 우승, UEFA 여자 챔피언스리그 우승에 기여했다.

## 국가대표 경력
루시 브론즈는 블리스 타운 소속으로 활동하고 있던 2007년 3월에 잉글랜드 여자 U-17 축구 국가대표팀에 처음으로 소집되었다. 뉴질랜드에서 개최된 2008년 FIFA U-17 여자 월드컵에 참가하면서 잉글랜드가 4위를 차지하는 데에 기여했다. 루시 브론즈는 벨라루스에서 개최된 2009년 UEFA U-19 여자 축구 선수권 대회에서는 잉글랜드의 우승에 기여했고 북마케도니아에서 개최된 2010년 UEFA U-19 여자 축구 선수권 대회에서는 잉글랜드의 준우승에 기여했다.
루시 브론즈는 2010년 1월에 잉글랜드 여자 U-20 축구 국가대표팀에 처음으로 소집되었다. 독일에서 개최된 2010년 FIFA U-20 여자 월드컵에서는 3경기에 모두 출전했지만 잉글랜드는 조별 예선에서 탈락했다. 루시 브론즈는 2010년 9월에 열린 독일과의 경기에 처음 출전하면서 잉글랜드 여자 U-23 축구 국가대표팀에 데뷔했는데 잉글랜드는 독일에 2-1 승리를 기록했다.
루시 브론즈는 2013년 6월 26일에 열린 일본과의 친선 경기에서 후반전 22분에 두니아 수시와 교체 출전하면서 잉글랜드 여자 축구 국가대표팀 선수로 데뷔했다. 루시 브론즈는 스웨덴에서 개최된 UEFA 여자 유로 2013에 참가한 잉글랜드 여자 축구 국가대표팀 명단에 이름을 올렸지만 본선에는 기용되지 않았고 잉글랜드는 조별 예선에서 탈락했다.
루시 브론즈는 2014년 6월 14일에 열린 벨라루스와의 2015년 FIFA 여자 월드컵 유럽 지역 예선 원정 경기에서 자신의 국가대표팀 첫 골을 기록하면서 잉글랜드의 3-0 승리에 기여했다. 2014년 9월 17일에 열린 몬테네그로와의 2015년 FIFA 여자 월드컵 유럽 지역 예선 원정 경기에서도 1골을 기록하면서 잉글랜드의 10-0 승리에 기여했다. 2014년 11월 23일에는 잉글랜드 런던에 위치한 웸블리 스타디움에서 열린 독일과의 친선 경기에서 출전했지만 잉글랜드는 독일에 0-3으로 패배했다. 이 경기는 웸블리 스타디움에서 처음으로 열린 잉글랜드 여자 축구 국가대표팀 경기이기도 하다.
루시 브론즈는 캐나다에서 개최된 2015년 FIFA 여자 월드컵에 참가한 잉글랜드 여자 축구 국가대표팀 명단에 이름을 올렸다. 루시 브론즈는 노르웨이와의 16강전 경기에서는 후반전 31분에 나온 결승골을 기록하면서 잉글랜드의 2-1 승리에 기여했고 캐나다와의 8강전 경기에서는 전반전 14분에 1골을 기록하면서 잉글랜드의 2-1 승리에 기여했다. 잉글랜드는 2015년 FIFA 여자 월드컵에서 3위를 차지하면서 역대 최고 성적을 기록했고 루시 브론즈는 해당 대회의 올스타 팀에 선정되는 영예를 안았을 정도로 잉글랜드의 스포츠 매체로부터 높은 평가를 받았다.
루시 브론즈는 네덜란드에서 개최된 UEFA 여자 유로 2017에 참가한 잉글랜드 여자 축구 국가대표팀 명단에 이름을 올렸다. 잉글랜드는 네덜란드와의 준결승전 경기에서 0-3으로 패배하면서 탈락했지만 루시 브론즈는 UEFA 여자 유로 2017 베스트 일레븐에 선정되는 영예를 안았다.
루시 브론즈는 미국에서 개최된 프랑스와의 2018년 시빌르브스컵 경기에서 처음으로 잉글랜드 여자 축구 국가대표팀의 주장을 맡았으며 미국에서 개최된 2019년 시빌르브스컵에서는 잉글랜드의 우승을 견인했다. 루시 브론즈는 프랑스에서 개최된 2019년 FIFA 여자 월드컵에서 참가한 잉글랜드 여자 축구 국가대표팀 명단에 이름을 올렸고 노르웨이와의 8강전 경기에서 1골을 기록하면서 잉글랜드의 3-0 승리에 기여했다. 잉글랜드는 2019년 FIFA 여자 월드컵에서 4위를 차지했고 루시 브론즈는 해당 대회의 실버볼을 수상하는 영예를 안았다. 2019년 8월 29일에는 유럽 축구 연맹(UEFA) 올해의 여자 선수로 선정되는 영예를 안았다.

## 사생활
루시 브론즈는 잉글랜드 북동부 노섬벌랜드주에 위치한 도시인 베릭어폰트위드에서 포르투갈인 아버지와 잉글랜드인 어머니 사이에서 태어났으며 노섬벌랜드주 린디스판, 애닉에서 어린 시절을 보냈다. 루시 브론즈에게는 2명의 남매가 있는데 오빠인 조르즈(Jorge), 여동생인 소피(Sophie)가 이에 해당한다. 루시 브론즈는 노섬벌랜드주 애닉에 위치한 더 더처스 커뮤니티 고등학교(The Duchess's Community High School)를 졸업한 이후에 미국 노스캐롤라이나주에 위치한 노스캐롤라이나 대학교 채플힐로 유학을 떠났고 나중에 리즈 메트로폴리탄 대학교(현재의 리즈 베킷 대학교)를 졸업하게 된다.

## 수상

### 클럽
리버풀
- FA 여자 슈퍼리그 2회 우승 (2013, 2014)

맨체스터 시티
- FA 여자 슈퍼리그 1회 우승 (2016)
- FA WSL컵 1회 우승 (2016)
- FA 여자컵 1회 우승 (2016-17)

올랭피크 리옹
- 디비지옹 1 페미닌 2회 우승 (2017-18, 2018-19)
- 쿠프 드 프랑스 페미닌 1회 우승 (2018-19)
- UEFA 여자 챔피언스리그 2회 우승 (2017-18, 2018-19)

### 국가대표
잉글랜드 U-19
- 2009년 UEFA U-19 여자 축구 선수권 대회 우승
- 2010년 UEFA U-19 여자 축구 선수권 대회 준우승

잉글랜드
- 2015년 FIFA 여자 월드컵 3위
- 2019년 시빌르브스컵 우승

### 개인
- 2013-14 시즌 잉글랜드 프로 축구 선수 연맹(PFA) 올해의 여자 축구 선수 수상
- 2015년 잉글랜드 축구 협회 올해의 여자 축구 선수 수상
- 2016년 FA 여자 슈퍼리그 1 시즌 올해의 선수 수상
- 2016년 맨체스터 시티 WFC 올해의 선수 수상
- 2016-17 시즌 잉글랜드 프로 축구 선수 연맹(PFA) 올해의 여자 축구 선수 수상
- 2018년 영국 방송 협회(BBC) 올해의 여자 축구 선수 수상
- 2019년 FIFA 여자 월드컵 실버볼 수상
- 2019년 UEFA 올해의 여자 선수 수상